# Falso color

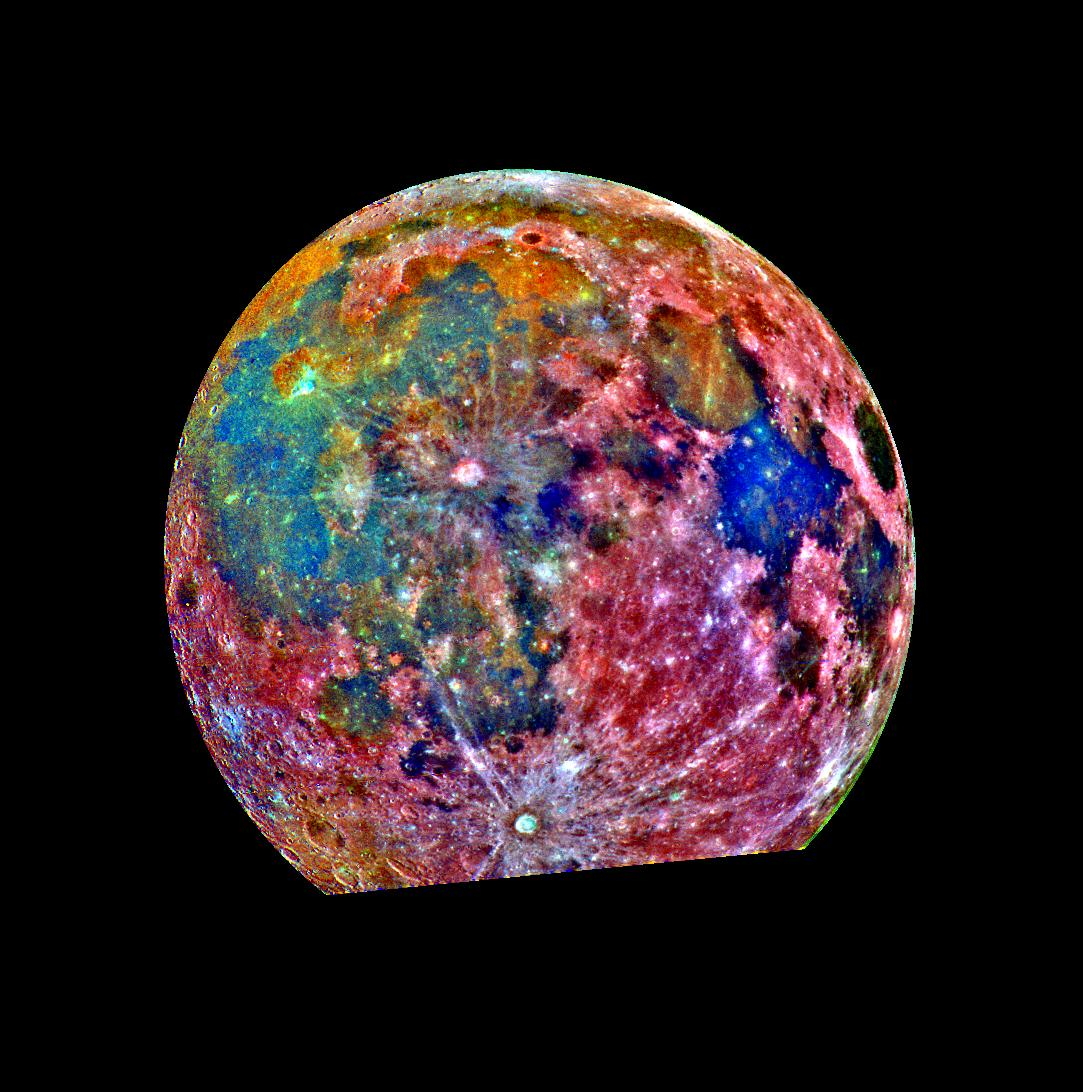
Imagen de la luna en falso color obtenida a partir de 15 fotografías.

Las técnicas conocidas como falso color se utilizan en la tecnología de imagen (astronomía, imágenes de satélite, imágenes médicas, exploración o minería), donde podemos aprovechar para poner de relieve pequeñas variaciones del color gris.
Estas técnicas permiten asociar a un determinado rango de grises un color específico que tiene como único propósito hacer más visibles las áreas correspondientes. Esto se realiza a veces directamente en la pantalla del dispositivo sin tener que pasar por un programa informático, evitando así el retraso en la percepción del resultado.

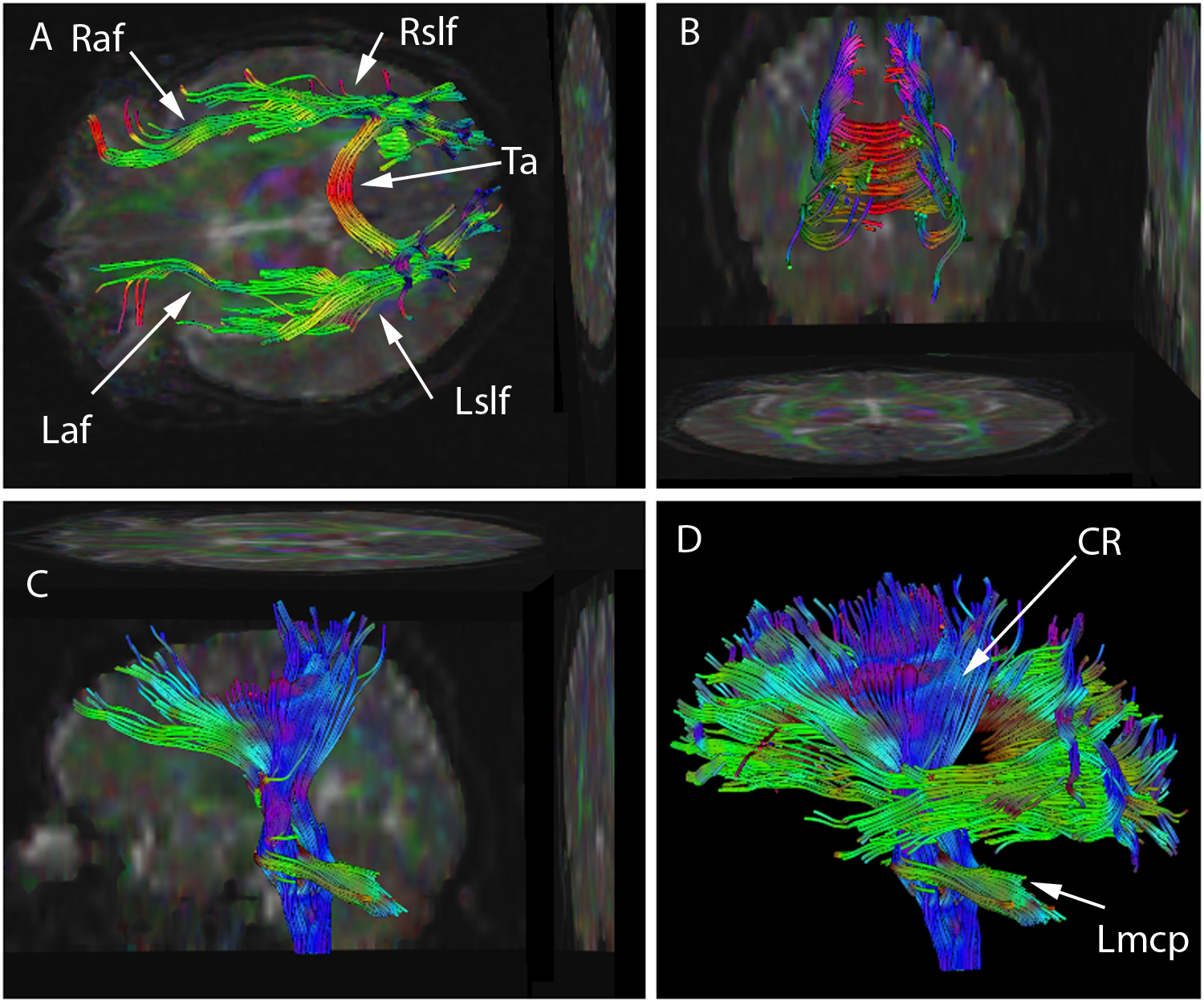
Imagen en falso color de conexiones cerebrales.

En otros casos, algunos rangos específicos de colores reales (o de longitud de onda) característicos se convierten en componentes separados, que cuando se mezclan producen la imagen final en colores falsos. Esta técnica más avanzada es muy utilizada en la astronomía, geografía, agronomía o para uso militar y en la toma de fotos del satélite para la exploración de la Tierra.
En las fotos de satélite la vegetación aparece en verde, pero su ubicación se lleva a cabo principalmente a través de su registro en el infrarrojo. De hecho, nuestra percepción de color está bien adaptada para sobrevivir en la Tierra pero a veces nos puede interesar modificarla para adaptarla mejor a otras tareas como las mencionadas anteriormente.
Es especialmente útil ya que la percepción humana del color varía de un individuo a otro dependiendo de las características de la retina y la estructura de conos y bastones que da diferentes sensibilidades. Además, los factores genéticos pueden influir en el espectro de absorción de la retina, debido a la naturaleza y el contenido de pigmentos fotosensibles ligeramente diferentes. Colores falsos pueden destacar algunas diferencias de imagen en color sobre la base de lo que se busca y por lo tanto puede aumentar artificialmente la sensibilidad de la visión humana del color.

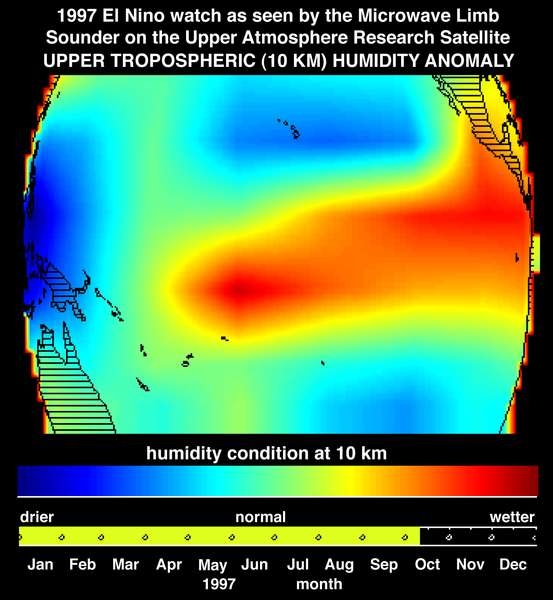
Imagen infrarroja de El Niño

En los círculos médicos, se puede identificar con mayor precisión los tumores cancerosos (marcados con un trazador químico) o las delgadas conducciones nerviosas que podrían verse afectadas por un gesto médico: la técnica se puede realizar en tiempo real para ayudar al cirujano o a los operadores de los instrumentos en el tratamiento de radioterapia. Los falsos colores también se utilizan para analizar las imágenes digitales de resonancia magnética o escáneres facilitando el diagnóstico.
La técnica es fácil de implementar gracias a los avances en fotografía digital, no se limita sólo a aplicaciones científicas, esta técnica de falsos colores también se utiliza para composiciones artísticas.